# Beccariophoenix madagascariensis
Beccariophoenix madagascariensis,  es una especie de planta perteneciente a la familia de las palmeras (Arecaceae).

## Descripción
Los limbos de las plantas jóvenes presentan curiosidades que interesa mucho a los coleccionistas.
Son inermes, y pueden llegar a medir hasta 12 m, no tiene capitel.

## Taxonomía
Fue descrita por Jumelle y Perrier en 1915 y se le dio por extinta luego de sesenta años, John Dransfield la redescubrió en 1988 e hizo su publicación en la revista de la Annales de la Faculte des Sciences de Marseille, algo que interesó a muchos, lo cual produjo que la especie fuera reproducida por todo el mundo. Es una palmera originaria de Madagascar.
Etimología
Beccariophoenix: nombre genérico compuesto que fue otorgado en honor de Odoardo Beccari, explorador y botánico italiano y el sufijo phoenix = palmera.
madagascariensis: epíteto geográfico que alude a su localización en Madagascar.